# Mont Rougemont
Pour les articles homonymes, voir Rougemont.
Le mont Rougemont est une des neuf collines Montérégiennes situées près de la ville de Montréal dans le sud-ouest du Québec au Canada.

## Toponymie
C'est en 1846, lorsque le seigneur de Rouville décide de diviser sa seigneurie pour ses trois filles, que l'une d'elles aurait donné le nom de Rougemont à la nouvelle seigneurie. Cette appellation rendrait également hommage au sieur Étienne de Rougemont, capitaine du régiment de Carignan-Salières, arrivé en Nouvelle-France en 1665.
Le nom autochtone abénaqui est Wigwômedenek, qui signifie « montagne en forme de maison ». Le nom donné par les Abénakis à la montagne de Rougemont ne semble pas être demeuré présent dans la toponymie occidentale, contrairement au mont Yamaska.

## Géographie
La colline est haute de 390 m et s'étend sur plus de 30 km2. Elle abrite 800 espèces végétales et plus de 200 espèces animales dont une quarantaine d'espèces très rares. Elle est exploitée par plus de 350 propriétaires privés sur trois municipalités : Saint-Damase, Rougemont et Saint-Jean-Baptiste.

## Géologie
Le mont Rougemont s'est formé il y a 124 millions d'années lors d'une intrusion souterraine de magma. Ce magma n'a pas atteint la surface terrestre et a figé en profondeur. La colline est apparue lors de l'érosion par les glaciers des roches sédimentaires avoisinantes, plus fragiles que la roche métamorphique formée par le contact du magma et de la roche sédimentaire.

## Activités
Cette colline montérégienne est surtout connue pour ses nombreux vergers de pommiers. Plusieurs autres activités y sont pratiquées : les 350 propriétaires de ce milieu naturel pratiquent la sylviculture, l'acériculture (production de sirop d'érable), la production vinicole, la chasse et des activités de loisirs.
Le public est invité à faire de la randonnée sur les terres d'une cidrerie en prenant connaissance des productions locales ou à profiter des activités organisées par le club de ski de fond de Rougemont.